# ウィザードリィ エクス
『ウィザードリィ エクス』（Wizardry XTH）は、『ウィザードリィシリーズ』の流れを汲む3DダンジョンRPG。株式会社マイケルソフト（チームムラマサ）よりPlayStation 2用ソフトとして開発、2005年2月24日に、第一作目の『前線の学府』（Academy of Frontier）がコナミから発売された。2006年3月23日に、第二作目の『無限の学徒』（Unlimited Students）が発売された。
『ウィザードリィ』シリーズの中では、キャラクター性が高く、初心者でもやりやすい工夫がなされている。また、学園生活ということもエクスシリーズの特徴で、拠点となる街が学府である、宿や商店などの施設が学内の施設である、キャラクターを学徒、職業を学科と呼ぶなど特徴的な設定がなされている。

## システムの主な特徴
ウィザードリィシリーズのシステムを踏襲しているが、本作独特のシステムも多い。
- ダンジョンは、各地の中継拠点をつなぐロードに、スレッドと呼ばれるフロアがランダムに呼び出され編成される、独特のものである。
- 種族は、人間、エルフ、ドワーフ、ノーム、ホビット、フェアリー、フェルパー（獣人）、バハムーン（竜族）、ディアボロス（魔族）、セレスティア（天族）の10種族である。ウィザードリィ#1～5に登場するものとは、外見や特性値が異なる種族がある。
- 学科（職業）は、戦士、魔術士、僧侶、盗賊、司祭（#1 - 5のビショップに相当）、召喚士、狩人（レンジャー）、錬金術士、超術士、修道士、侍、神女（ヴァルキリー）、君主、くノ一、忍者の15種である。
- 転科（転職）時のペナルティは、レベルが1となり、最大HPが半減することのみで、特性値は下がらない。
- 性格と種族に基づくキャラクター間の相性が存在し、パーティーメンバーの相性によって能力が増減される。善悪混在するパーティも編成できるが、相性が悪くなるために混在パーティは弱体化する。
- ダンジョンで手に入れた廃品と、材料を組み合わせることでアイテムを合成できる。学府の実験室で行えるが、錬金術師のキャラクターもこれを行える。
- 呪文は4種類（魔術師呪文・僧侶呪文・超能力呪文・召喚呪文）存在する。各呪文は7レベルまでの段階があり、召喚呪文は各レベル2種類・他の呪文は各レベル4種類の呪文が用意されている。従来シリーズでは「転職後の呪文の使用回数=そのレベルで覚えている呪文の個数」となったが、XTHシリーズでは転科後も呪文の使用回数はそのまま保持されるようになっている。ただし職業によって保持できる呪文数が異なる（例:戦士は魔術師・僧侶・超能力各レベル1種類のみ、司祭は魔術師・僧侶を各レベル4種類+超能力を各レベル3種類保持可能）ため、前衛職（戦士や侍、君主など）は後衛職（魔術師や僧侶など）に比べ呪文の使用に関して制限を受けるようになっている。
- 各学科（職業）にはそれぞれ特徴のあるスキルがあり、レベルの上昇に伴って習得できる。（例:戦士=1ターン集中後3回連続攻撃、魔術師=魔法生物や精霊への通常攻撃でダメージにボーナス、など）

などといったものがある。
さらに、二作目の『無限の学徒』（Unlimited Students）で、次のようなシステムが追加/変更された。
- 隊（パーティ）の概念が強化された。パーティの作成後、街でもパーティの状態が保持されるため、町でのパーティ切り替えがよりスムーズになった。また、「パーティスキル」という要素が追加された。これはパーティで行動する（主にダンジョン内で敵と戦う）毎にパーティー毎固有の「テンション(T)ゲージ」が溜まり、溜まったゲージを一定量消費する事で学徒同士の協力スキルを発動する事ができるようになるというものである（BUSINシリーズの「アレイド」に類似している）。このパーティスキルを使用することにより、キャラクターの相性にプラス補正がかかるようになった。このため、初期では相性の悪いパーティーもある程度改善する事が可能となった。
- 錬金では合成/分解不可能な「ユニークアイテム」が追加された。
- 従来のダンジョン構造に加え、「セメタリー」という非対称マップのダンジョンが追加された。このダンジョンの一部にはリドルが設定された扉が存在している。
- バッドステータスに「気絶/Knockout」が追加された。これは戦闘中1ターンの間行動不能となり、防御力が大幅に低下するというものである。対象キャラクターは隊列最後尾に移動する。いわば格闘ゲームにおける「ピヨリ」状態で、表示もそれをなぞったもの（キャラクターの周りを3つの星が回る）になっている。
- 魔術師呪文「マピック（ダンジョンの地図を表示する）」が常駐呪文（短期）に変更された。常駐している間は何度でもマップを見直す事ができるようになった。

## あらすじ

### あらすじ（前線の学府）
竜が空と海を支配するこの世界において、人々は古代文明イカロスの遺産「ロード」を用いて、世界を往来していた。だが、ロードをめぐって、人類と魔族は数十年にわたって戦争を続けていた。

### あらすじ（無限の学徒）
前作で起きた「メルキオ事件」から数十年後、式部京聖戦学府に学徒として入学した主人公は、魔族との戦いに身を投じる。

## キャラクター

### アーレハイン聖戦学府
サウロ・アンダルシア（#1、#2）
校長、ヒューマン、男。英雄のひとりとして注目を集め、学徒の力を強く信頼している。#2ではメルキオ事件により生死不明となる。
ダミアス・パパロッティ（#1、#2）
教頭、エルフ、男。厳格な性格だが駄洒落を好むお茶目な一面もある。#2では生死不明のサウロに代わり、アーレハイン聖戦学府の指揮をとる。
鈴音（すずね、#1、#2）
聖術担当、ノーム、男。穏やかな性格をしている。
フェイ（#1、#2）
魔術担当、フェアリー、女。明るく陽気だが少々惚れっぽい。
ワルサー（#1、#2）
盗術担当、ホビット、男。学徒から授業料を徴収するなど金に細かい。実は世界有数のギルドマスターである。
アルマー（#1、#2）
寄宿舎料理人、ドワーフ、女。いつも学徒の健康を心配しているおばさん、そのランチは美味しく人気がある。
マーフィー・チャン（#1、#2）
通信兵、ヒューマン、女。眼鏡の似合う元気な女性。少々無鉄砲なのが玉に瑕。異性から思いを寄せられることが多いようだ。実はクライス王家の王女である。
レオン（#1、#2）
指揮官、バハムーン、男。生粋の軍人で学徒を駒にする非情な面もある。バハムーンであるため、ヒューマンのサウロを快く思っていない。#2ではそれが暴発し、魔軍に自分が指揮する「竜王騎士団」ごと寝返るきっかけを作る。
キース（#1、#2）
指揮官、エルフ、男。レオンの右腕で冷酷な男。#2では式部京聖戦学府の学徒たちの敵として立ちはだかる。
フィリップ（#1、#2）
指揮官、ヒューマン、男。貴族の出身で礼儀正しい好青年。
ウォルフ（#1、#2）
指揮官、フェルパー、男。式部京出身、決死隊を編成するなど熱血的行動が多い。
マックス（#1、#2）
指揮官、ノーム、男。災難に巻き込まれることが多い。
村正 静流（むらまさ しずる、#1、#2）
式部京からの留学生、フェルパー、女、侍。明るくさっぱりした性格の学徒で主人公たちのよきライバルとなる。#2ではメルキオ事件に巻き込まれ、行方不明になるが…?
ララス・バフォメット（#1、#2）
シャングリアからの留学生、ディアボロス、男、召喚士。少々実力を鼻にかけたところがあるが、根は熱血漢で、#2では先輩として仲間思いの一面も見せる。特に静流に対しては仲間意識がとても強い。主人公たちのよきライバルとなる。静流と同じパーティで親友。彼は通常の学徒にはできないような召喚魔法を使えるようで「ララス・キマイラ」という独自のモンスターを呼び出す。
アン（#1、#2）
図書委員の生徒、ヒューマン、女。主人公をモデルに小説を執筆した。
英雄アスカ（#1）
セレスティア、女。サウロの愛弟子でクルセイド軍の英雄として知られる。

### 式部京聖戦学府
村正 御舟（むらまさ みふね、#2）
校長、フェルパー、男。武士の中の武士として畏怖される最強の漢。静流と凛という二人の愛娘がいる。
ユリウス 鑑真（ゆりうす がんじん、#2）
教頭、ヒューマン、女。しっかりした性格の才女であり、学徒を時に厳しく叱咤する。
柴 ハチ郎（しば はちろう、#2）
聖術担当、ドワーフ、男。酒好きで学徒の「心の健康」をも癒してくれる存在。
アイン 江戸川（あいん えどがわ、#2）
魔術担当、ノーム、男。天才的な科学者でロボット製造や貴重なとある物資の偽造までこなす。
王 宝珍（わん ぱおちん、#2）
盗術担当、ホビット、女。ワルサーと同じくがめついところがある。実は世界有数のギルドマスターである。
ポンプー（#2）
校長室に住み着いている死神、性別不詳で関西弁を話す。リドルのヒントや、魂と引き換えに転生アイテムを学徒に与える。
村正 凛（むらまさ りん、#2）
通信兵、フェルパー、女。行方不明となった姉の捜索を主人公に依頼する。
ハールーン・ラー・イシュタル（#2）
シャングリアからの留学生、セレスティア、男。生徒会長を務めるまじめな少年。
シリカ・ムー・イシュタル（#2）
シャングリアからの留学生、ディアボロス、男。番長を名乗り異母兄であるハールーンに突っかかる。
成海 光（なるみ ひかり、#2）
ヒューマン、女、委員長。しっかりした優等生。
土方 小次郎（ひじかた こじろう、#2）
ヒューマン、男。武士道を重んじる漢。
竹之内 みやび（たけのうち みやび、#2）
ヒューマン、女。華麗な剣術を誇るストイックな学徒。
越後屋 正義（えちごや まさよし、#2）
ヒューマン、男。土佐弁で話す商売っけの強い少年。
長巻 ヨミ（ながまき よみ、#2）
ヒューマン、女。図書委員をしており文章への批評眼が鋭い。
ルアン 李（るあん りー、#2）
ヒューマン、男。修行のことばかり常に考えている熱血漢。
良 スーチー（りゃん すーちー、#2）
ヒューマン、女。どじで甘えん坊な少女。

### シャングリア聖戦学府
アリ（#2）
校長、エルフ、女。施設が崩壊した学府で唯一残っている教師。魔術の達人でなぞめいた行動が多い。
フィアメッタ（#2）
エルフ、女。施設が崩壊した学府で唯一残っている学徒。高飛車な性格で美貌を鼻にかけているが、根は素直。なぞめいた行動が多い。

### 空中都市イカロス
リリス（#1、#2）
人型アンドロイドの少女で外見年齢は14歳、精神はもっと幼い。アーレハインの学徒たちに夢を通じて語りかけてきた。
プルト（#2）
人型アンドロイドの少女たちで、アンデのランファ・ヤコブ(A)のスジン・ペテロのサクラ・ヨハネのナイトフェザー・バルトのジャスミナ・ピリポのファーティマ・タダイのシエラ・ヤコブ(B)のメリッサ・トマスのシーリーン・マタイのミリア・シモンのドルト・ユダのハマン・マリアのエセルの計13人がいる。

### ディアブロ軍
魔将サーカス（#1）
ディアボロス、男。四天魔と呼ばれるうちの一人で、生者を自在に操る。英雄アスカとはライバルにあたる。
パンドゥーラ（#2）
四天魔と呼ばれるうちの一人、死者を自在に操る妖婦。

## 評価
4Gamer.netの大路政志は、『無限の学徒』について、かつて遊んだことのあるウィザードリィに萌え要素が追加されていて驚いたとしつつも、いざ遊んでみると非常に面白いと評価している。
一方で、大路はシナリオやクエスト、操作性などのあらゆる面で、コンシューマのパッケージタイトルにしては粗削りな面が目立ったと指摘している。